# Via Democrática
A Via Democrática (em árabe: النهج الديمقراطي, translit. Annahj Addimocrati, em francês:  La Voie Democratique) é um partido político marxista marroquino legal.